# Speedrail
Speedrail war ein Konsortium der Unternehmen Alstom und Leighton, das bis 2004 eine Hochgeschwindigkeitsstrecke zwischen den australischen Städten Canberra und Sydney realisieren sollte. Das gleichnamige Projekt wurde Ende 2000 überraschend durch die australische Regierung ebenso gestoppt wie (2002) Überlegungen für ein daraus aufbauendes Nachfolgeprojekt.

## Geschichte

Überlegungen für eine Hochgeschwindigkeitsstrecke entlang der australischen Ostküste (2001)

1997 wurden Pläne für eine Hochgeschwindigkeitsstrecke zwischen Canberra und Sydney veröffentlicht.
Am 4. August 1998 wurde das französische Speedrail-Konsortium von Alstom und Leighton zum bevorzugten Bieter für eine geplante Strecke erklärt. Die 300 km lange und mit 320 km/h in 51 Minuten ohne Zwischenhalt zu befahrende Strecke sollte vollständig privatwirtschaftlich finanziert werden und nach 30 Jahren dem australischen Staat übereignet werden. Die Kosten wurden mit 3,5 Milliarden Australischen Dollar veranschlagt. Die Bauarbeiten sollten im Jahr 2000 beginnen und 2002 fertiggestellt werden. Alstom bot neun 320 km/h schnelle TGV-Züge mit je acht Wagen an. Unterlegen war unter anderem Siemens mit einer 200 km/h schnellen dieselelektrischen Variante des ICT.
Anfang 2000 legte das Konsortium eine positive technische und wirtschaftliche Bewertung des Projektes vor. Dabei war eine 220 km lange Neubaustrecke für eine Höchstgeschwindigkeit von 360 km/h geplant; teilweise sollten bestehende Strecken mit genutzt und dazu dreigleisig ausgebaut werden. Die Züge sollten im 45-Minuten-Takt verkehren, wobei die Bauarbeiten noch 2000 beginnen und 2004 abgeschlossen werden sollten. 2002 sollte der erste von acht Zügen von Alstom geliefert werden.
Das Projekt wurde von der australischen Regierung mit Verweis auf ungeklärte Finanzierungsfragen Mitte Dezember 2000 überraschend gestoppt. Stattdessen sollte eine Wirtschaftlichkeitsuntersuchung für ein rund 1.300 km langes Hochgeschwindigkeitsnetz zwischen Melbourne, Canberra, Sydney, der Goldküste und Brisbane durchgeführt werden. Nachdem die Studie einem solchen Netz die Wirtschaftlichkeit absprach – der Zuschussbedarf aus öffentlichen Mitteln wurde auf etwa 80 Prozent der Gesamtkosten geschätzt – wurde die Planung 2002 eingestellt.